# Helius (Helius) murreensis
Helius (Helius) murreensis is een tweevleugelige uit de familie steltmuggen (Limoniidae). De soort komt voor in het Oriëntaals gebied.